# Regula lui 1% (cultura internetului)

Grafic „plăcintă” care arată procentajul utilizatorilor unui site web.

În cadrul culturii internetului, Regula lui 1% este un principiu empiric⁠(en)[traduceți] cu privire la gradul de participare într-o comunitate online care spune că doar 1% din utilizatorii unui site creează în mod activ conținut nou, în timp ce restul de 99% sunt doar lurkeri. Se mai numește principiul 90-9-1 sau relația 89:10:1, pentru saiturile colaborative, cum ar fi un wiki, 90% din participanți doar citesc conținutul, 9% din participanți editează conținut și doar 1% contribuie conținut nou în mod activ. În mod asemănător s-a mai observat că 1% din utilizatori generează majoritatea veniturilor pentru jocurile free-to-play.
Mai sunt cunoscute alte reguli asemănătoare în informatică, cum ar fi regula 80/20 (Principiul lui Pareto), prin care 20% dintr-un grup produc 80% din activitatea grupului, în funcție de definiția activității.

## Definiție
Regula lui 1% afirmă că numărul persoanelor care creează conținut într-o comunitate pe internet reprezintă aproximativ 1% dintre persoanele care citesc acel conținut. De exemplu, pentru fiecare persoană care postează pe un forum, 99 de persoane doar citesc fără să posteze. Termenul a fost inventat de autorii și bloggerii Ben McConnel și Jackie Huba, deși anterior exista deja acest concept dar sub alte denumiri.
De exemplu, un studiu din 2005 făcut pe forumurile jihadiste radicale de către Akil N Awan a găsit că 87% din utilizatori nu au postat niciodată pe forum, 13% au postat cel puțin o dată, 5% au postat de mai mult de 50 de ori și doar 1% au postat de mai mult de 500 de ori.
Un studiu din 2015 publicat în Journal of Medical Internet Research de Trevor van Mierlo a găsit că „regula lui 1%” era validă pe patru rețele sociale digitale asociate domeniului sănătății (grupuri de suport pentru alcoolism, depresie, atacuri de panică și de renunțare la fumat). În timpul studiului 63.990 utilizatori au creat 578.000 de posturi, dar mai puțin de 25% din utilizatori au făcut mai mult de un post. Regula a fost confirmată prin faptul că 90% din utilizatori erau lurkeri, 9% contribuitori și 1% super-utilizatori.
Procentul efectiv poate să depindă în funcție de subiectul abordat. De exemplu, pentru forumurile care necesită contribuții de conținut drept condiție de acces, procentul utilizatorilor contribuitori este mult mai mare de 1%, dar creatorii de conținut rămân în minoritate. Acest fapt a fost validat într-un studiu condus de Michael Wu, care folosește tehnici economice pentru a analiza inegalitatea participării pentru sute de comunități, segmentate pe industrie, tip de audiență și focalizarea comunității.
Regula lui 1% este greșit înțeleasă ca aplicabilă internetului în general, dar este valabilă doar pentru comunități online specifice. Este posibil ca în mod agregat să existe o altă distribuție, care este încă necunoscută. Cercetători și comentatori din presă au speculat asupra modurilor în care se poate caracteriza gradul de participare al utilizatorilor internetului. Holly Goodier împreună cu BBC au emis în anul 2012 ipoteza că 23% din cei conectați la internet ar putea fi lurkeri, în timp ce 17% ar putea fi contribuitori intensivi.  Câțiva ani mai devreme, savanții în domeniul comunicațiilor Eszter Hargittai și Gina Walejko au raportat că aproximativ 60% din studenți participanți la un studiu au creat conținut sub orice formă.

## Inegalitatea participării
Will Hill de la AT&T Laboratories⁠(en)[traduceți] a introdus un concept similar citat apoi de Jakob Nielsen⁠(en)[traduceți]; aceasta a fost cea mai timpurie referire la ideea de inegalitate a participării⁠(en)[traduceți] într-un context online. Termenul a captat atenția publicului în 2006 când a fost folosit într-un context strict cantitativ într-o postare pe un blog pe subiect de marketing.